# Alexandre Pato
Alexandre Rodrigues da Silva (Pato Branco, 1989. szeptember 2. –), ismertebb nevén Alexandre Pato brazil labdarúgó.

## Élete
Alexandre 3 évesen kezdett futsalt játszani. Tehetségének híre gyorsan elterjedt a dél-brazíliai államban, Paranában. Miután képességeire több szakember is felfigyelt, Porto Alegrébe ment, hogy gyerekkori kedvenc csapatában, a Grêmioban játsszon. A szülei azonban úgy döntöttek, hogy inkább a város másik csapatához, az Internacionalhoz szerződjön. 2001-ben, 11 évesen költözött oda. Itt 83 hasonló tinédzserrel élt együtt, akik szintén arra vágytak, hogy az Internacional első csapatába kerülve szerezzenek maguknak hírnevet.
Még 2000-ben, amikor Alexandre 10 éves volt, egy törött csontjáról készült röntgenfelvételen tumort vettek észre az orvosok. Kiderült, hogy azonnal meg kell operálni, mielőtt még az rákos daganattá nem válna. Alexandre családja nem tudta kifizetni ezt a műtétet, de egy orvos, aki a család egyik barátja volt, ingyen elvállata az operációt. Ez az esemény egy nagyon fontos időszakban történt, hiszen Alexandre ekkoriban indíthatta el profi pályafutását az Internacional csapatában.
Az Alexandre Pato ("Alexandre, a kacsa") becenevet szülővárosának nevéből kapta.

## Pályafutása

### Internacional
Pato pályafutását az SC Internacionalnál kezdte, ahol 2001 és 2007 között játszott az utánpótlás és a felnőtt csapatokban is. Az első csapatban 17 évesen debütált 2006. november 26-án, amikor 4-1-es győzelmet arattak a Palmeiras ellen. A meccsen Pato egy gólt szerzett, és 3 gólpasszt adott.
Pato lőtte az Internacional első gólját a 2006-os FIFA klub világbajnokságon az Al-Ahly elleni elődöntőben, a csapat végül 2-1-es győzelemmel jutott a döntőbe. Ezzel a góllal Pelé rekordját megdöntve ő lett a legfiatalabb játékos, aki gólt szerzett egy hivatalos nemzetközi tornán (pontosan 17 évesen és 102 naposan, míg Pelé 17 évesen és 239 naposan lőtt gólt Wales ellen az 1958-as világbajnokságon).

### AC Milan
A Bajnokok Ligája győztes AC Milan hivatalosan 2007. augusztus 2-án jelentette be Pato leigazolását. A nem-EU állampolgárokra vonatkozó olasz szabályok miatt azonban 2008. január 3-ig nem játszhatott hivatalos mérkőzésen a Milan színeiben. A 18. születésnapja (2007. szeptember 3.) után viszont barátságos mérkőzéseken már pályára léphetett. Nem hivatalos bemutatkozására szeptember 7-én, egy Dinamo Kijiv elleni, 2-2-re végződött mérkőzésen került sor, ahol rögtön gólt is szerzett.
Első hivatalos meccse 2008. január 13-án a Napoli elleni bajnoki találkozó volt, amelyen az 5-2-es győzelemből egy góllal vette ki a részét.

### Corinthians
2013. január 3-án bejelentették, hogy Pato a Corinthians-ba igazol 4 évre és 15 millió euróért.

### Chelsea
2016. január 29-én jelentették be, hogy az angol Chelsea FC kölcsönvette a szezon végéig, azonban csak április 2-án mutatkozott be az Aston Villa elleni bajnokin, mindjárt góllal, ugyanis ő szerezte a 4-0-ra megnyert mérkőzésen csapata második  gólját.

### Villarreal
2016. július 26-án bejelentették, hogy a spanyol Villarreal játékosa lett.

### Tiencsin Csüancsien
2017 telén az átigazolási időszak vége fele bejelentette a Tiencsin Csüancsien, hogy szerződtette a brazil játékost.

### Másodszor São Paulo
2019. március 27-én visszatért a São Paulo csapatához 2022 végéig. 2020. augusztus 19-én megállapodott a klubbal a szerződése felbontásáról.

### Orlando City
2021. február 13-án egy évre aláírt az amerikai Orlando City csapatához.

### Harmadszor São Paulo
2023. május 26-án újra csatlakozott São Paulóhoz, ahova 2023 decemberéig tartó szerződést írt alá, amely 2024 decemberéig meghosszabbítható.

## Sikerei, díjai
- Klubvilágbajnok - 2006
- dél-amerikai recopa győztese - 2007
- brazil juniorbajnok - 2006
- dél-amerikai juniorbajnok - 2007
- olasz bajnok - 2011

## További információ
- Alexandre Pato adatlapja a Transfermarkt oldalon (angolul)